# 北畠顕家
北畠 顕家（きたばたけ あきいえ）は、鎌倉時代末期から南北朝時代の南朝公卿・武将。『神皇正統記』を著した准三后北畠親房の長男。主著に『北畠顕家上奏文』。南朝従二位権中納言兼陸奥大介鎮守府大将軍、贈従一位右大臣。
後醍醐天皇側近「後の三房」のひとり北畠親房の子として、前例のない数え14歳（満12歳）で参議に任じられて公卿に登り、建武の新政では、義良親王（後の後村上天皇）を奉じて陸奥国に下向した（陸奥将軍府）。のち足利尊氏との戦い建武の乱が起こると、西上し、第一次京都合戦で新田義貞や楠木正成らと協力してこれを京で破り、九州に追いやった。やがて任地に戻るも、尊氏が再挙して南北朝の内乱が開始するにおよび、再びこれを討とうとして西上し、鎌倉を陥落させ、上洛しようと進撃した。青野原の戦いで幕将土岐頼遠を破るが、義貞との連携に失敗し直進を遮られたため、転進。伊勢経由で迂回して大和などを中心に北朝軍相手に果敢に挑むも遂に和泉国堺浦・石津に追い詰められ、石津の戦いで奮戦の末に幕府執事高師直の軍に討ち取られて戦死した。享年21（満20歳）。
後醍醐天皇の御前で、眉目秀麗な北斉の皇族武将高長恭に扮して『陵王』を舞ったなどの芸能関係の逸話もある。
死後、明治時代に顕家を主祭神とする霊山神社と阿部野神社が建設され、これらは建武中興十五社となった。

## 生涯

### 幼少期
文保2年（1318年）3月2日、北畠親房の長男として生まれた。父の親房は後の「三房」の1人として後宇多天皇や後醍醐天皇に近侍した人物である。
元応3年（1321年）1月、顕家は3歳で叙爵されたのち、さまざまな官職を歴任し、元弘2年/正慶元年（1332年）12歳までに従三位参議・左近衛中将となった。14歳で参議はほかに先例がなく、中原師守の日記『師守記』では「幼年人、参議に任ずる例」として、康元2年（1257年）11月に15歳で参議となった四条隆顕ともに記されている。
元弘元年（1331年）3月、後醍醐天皇が西園寺公宗の北山第に行幸した際、顕家もこれに供し、「陵王」を舞った。『増鏡』では、このとき帝も笛を吹き、顕家が舞い終えたのち、前関白である二条道平が自身の紅梅の上着、二藍の衣を褒美として与えたという。
このように、顕家は史上最年少で参議に任じられるなど先例のない昇進を示し、父親房同様に順調に出世をしていった。これは北畠家が即位前の邦仁王のころより代々大覚寺統と深い関係にあったからであると考えられる。

### 陸奥への下向と統治

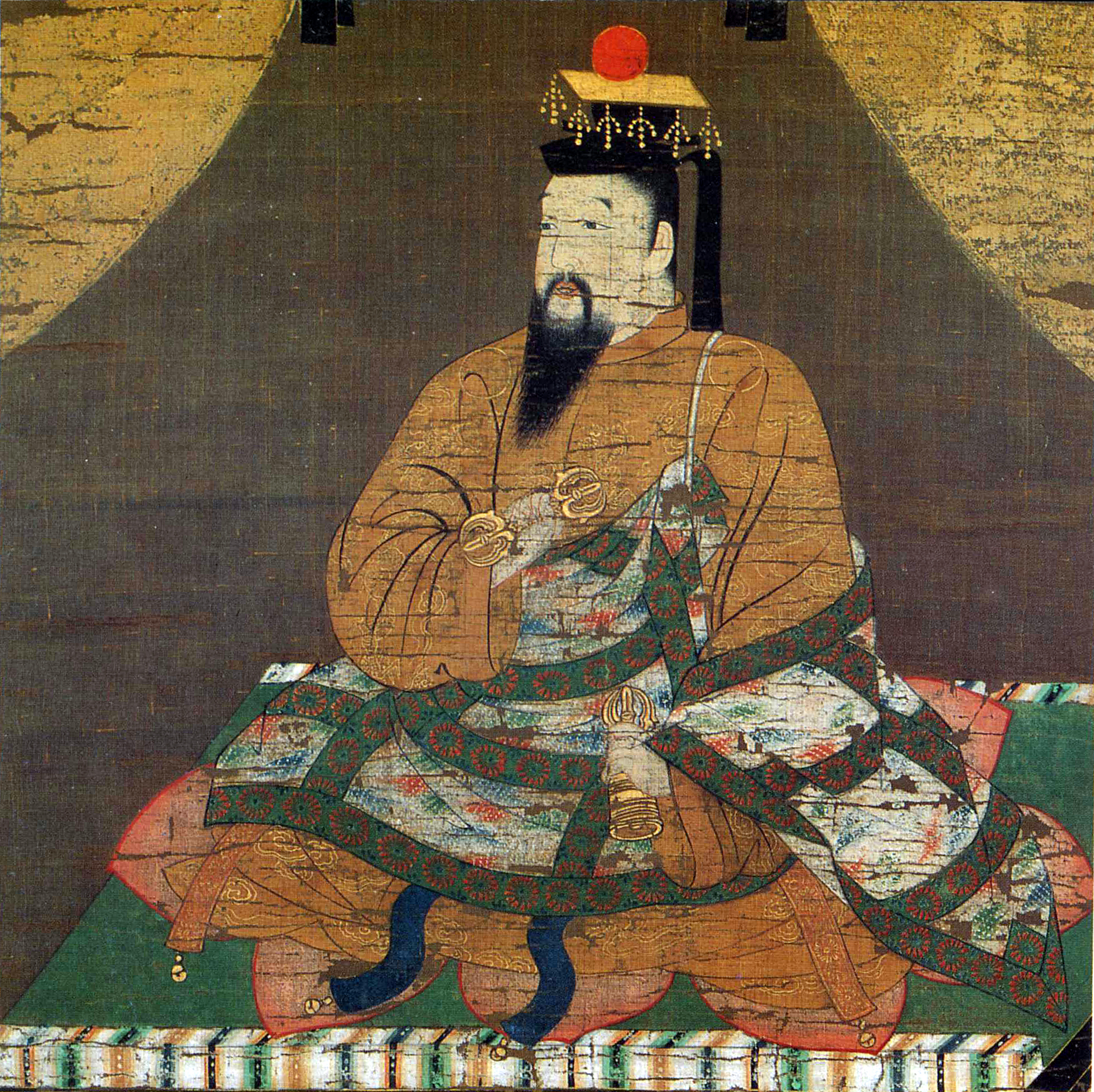
後醍醐天皇像（清浄光寺蔵）

元弘3年/正慶2年（1333年）5月、新田義貞が鎌倉幕府を滅ぼしたのち、顕家は親房とともに開始された建武の新政を補佐していた。同年8月5日、顕家は従三位陸奥守となる。
10月10日正三位に叙任され、10月20日後醍醐天皇の皇子である義良親王（のちの後村上天皇）を奉じ、父とともに陸奥へ下向した。11月29日、陸奥国の多賀城（宮城県多賀城市）に到着し、東北地方の統治を始める。
翌建武元年（1334年）8月、顕家は津軽における北条氏残党の追討を開始、11月19日までにこれを滅ぼし、12月17日には津軽平定の功績によって従二位に叙任された
建武2年（1335年）11月12日、鎮守府将軍に任ぜられる。それに先んじて、7月には東国では北条氏残党による中先代の乱が勃発していたが、8月までに足利尊氏が乱を平定していた。同月30日、尊氏は斯波家長を奥州管領とした が、これは明らかに顕家を牽制するものであった。

### 京への進撃と足利尊氏との戦い

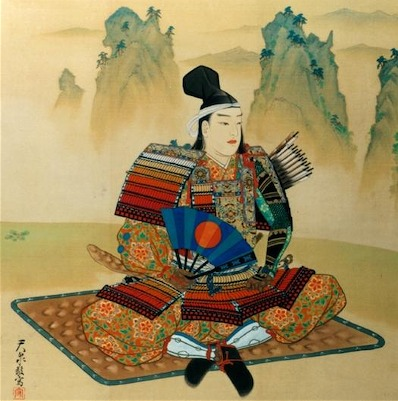
北畠顕家卿肖像（萩生天泉画、霊山神社蔵）

その後、11月に朝廷は尊氏の追討を宣し、新田義貞を総大将とする軍勢を鎌倉へと派遣したが、12月まで足利方に破られた。尊氏は義貞を追撃し、京へと迫る勢いであった。
12月22日、顕家は義良親王を奉じ奥州の兵を引き連れ、尊氏軍を追って上京を開始する。軍記物『太平記』は、その兵数は5万と描写している。
翌建武3年（1336年）1月2日、顕家軍は鎌倉を攻め、足利義詮・桃井直常の軍勢を破り、鎌倉を占領した。翌日、佐竹貞義が顕家の追撃に向かったため、顕家は鎌倉を出て進撃を開始した。その後、1月6日には遠江に到着し、12日に近江愛知川に到着した。
なお、顕家の軍勢はこのとき、1日に平均40km弱も移動して600kmにおよぶ長距離を僅か半月で駆けており、その後も渡渉などが続く中1日30kmのペースを維持している。これは後の羽柴秀吉の中国大返しを遥かに越える日本屈指の強行軍である。
その後、顕家軍は琵琶湖を一日かけて渡り、翌13日に坂本で新田義貞・楠木正成と合流し、顕家は彼らと軍議を開いた。なお、顕家は坂本の行宮に伺候し、後醍醐帝に謁見した。
1月16日、顕家と義貞の連合軍は園城寺を攻め、足利方の軍勢を破り、軍を率いていた細川定禅は逃げた。さらには高師直と関山で戦闘した。その後も戦闘は続いたが、1月27日から30日の戦いで義貞・正成とともに尊氏を破り、京から退去させることに成功する。
2月4日、顕家は右衛門督検非違使別当に任じられ、さらには翌5日には「大将軍」の号を賜わり、「鎮守府大将軍」となった。同日に顕家は義貞とともに尊氏・直義を追討するため京都を出撃した。
2月10日から11日にかけて再度の入京を目指す尊氏を摂津国豊島河原で破り、尊氏は九州へと落ち延びた（豊島河原合戦）。その後、顕家は義貞とともに足利軍を追撃し、各地を転戦したのち、2月14日に京へと凱旋した。

### 陸奥への帰還
3月2日、顕家は権中納言に任官し、3月20日あるいは24日に足利方を掃討するため再び奥州へ戻る。その帰途、相模で足利方の斯波家長の妨害を受けるが、4月にはこれを破っている。
5月、顕家は相馬氏を破り、奥州へと帰還した。この間、顕家と共闘した義貞・正成が九州から北上した尊氏に湊川で敗れ（湊川の戦い）、正成は命を落とし、義貞は後醍醐帝らとともに比叡山へと逃げた。
同年9月、武蔵国児玉郡浅見山（別名、大久保山）周辺域（現埼玉県本庄市から児玉町一帯）で、薊山合戦を起こす。『元弘日記』によれば、この戦は官軍が皆有利とある。

### 霊山出発と鎌倉攻略

北畠親房（『前賢故実』より）

延元2年/建武4年（1337年）1月、父の北畠親房から伊勢へ来援する文書が送られた。同月8日、顕家は国府を霊山（福島県伊達市および相馬市）の霊山城に移した。
同じころ、後醍醐天皇からも前年12月に送られた京都奪還の綸旨が届き、勅命を受けた顕家は25日に奉答書を送った。その中で顕家は、「霊山城が敵に囲まれており、なおかつ奥州が安定してないので、すぐに上洛はできない。脇屋義助と連絡を取り合っている」と返答している。
8月11日、顕家は義良親王を奉じて霊山城を発ち、上洛するために再び南下した。軍記物『太平記』では、このときの軍勢は奥州54郡から招集され、その兵数は10万余騎であったと描かれた。
8月19日、顕家軍は白河関を越えて下野に入ると伊達行朝、中村経長の軍を中心に、12月8日には足利方の小山城を陥落させ、小山朝郷を捕えた。顕家は足利方の大軍を、12月13日に利根川で（利根川の戦い）、12月16日に安保原でそれぞれ破った（安保原の戦い）。遂には北朝方にいた宇都宮公綱も顕家軍に加わった。
12月23日、顕家率いる軍勢は鎌倉を攻撃、翌24日までにこれを攻略した（杉本城の戦い）。この際、斯波家長は討ち取られ、足利義詮・上杉憲顕・桃井直常・高重茂らは鎌倉を捨てて房総方面に脱出した。鎌倉を陥落させた顕家軍には新田義貞の息子新田義興、さらには北条時行が合流するなど勝ちに乗じて膨れ上がった。『太平記』の物語では、関東一円から顕家のもとに軍事が馳せ参じ、その数は50万に上ったと描かれているが、これは誇張であると考えられる。いずれにせよ、顕家の軍勢は大軍であったことには変わりなく、顕家は勢いに乗じて鎌倉から西上を開始する。
『太平記』の物語では、顕家の軍は徹底的な略奪を行いながら行軍し、顕家軍が通った後には人家どころか草木も残らなかったと描かれている。同物語では、「これらの行動を恥知らずの夷の軍勢であるから」と批判的に描写されている。霊山包囲などの苦境からの出撃により物資が絶対的に不足していたという事情が反映されたと伺われる。

### 新田義貞との連携失敗

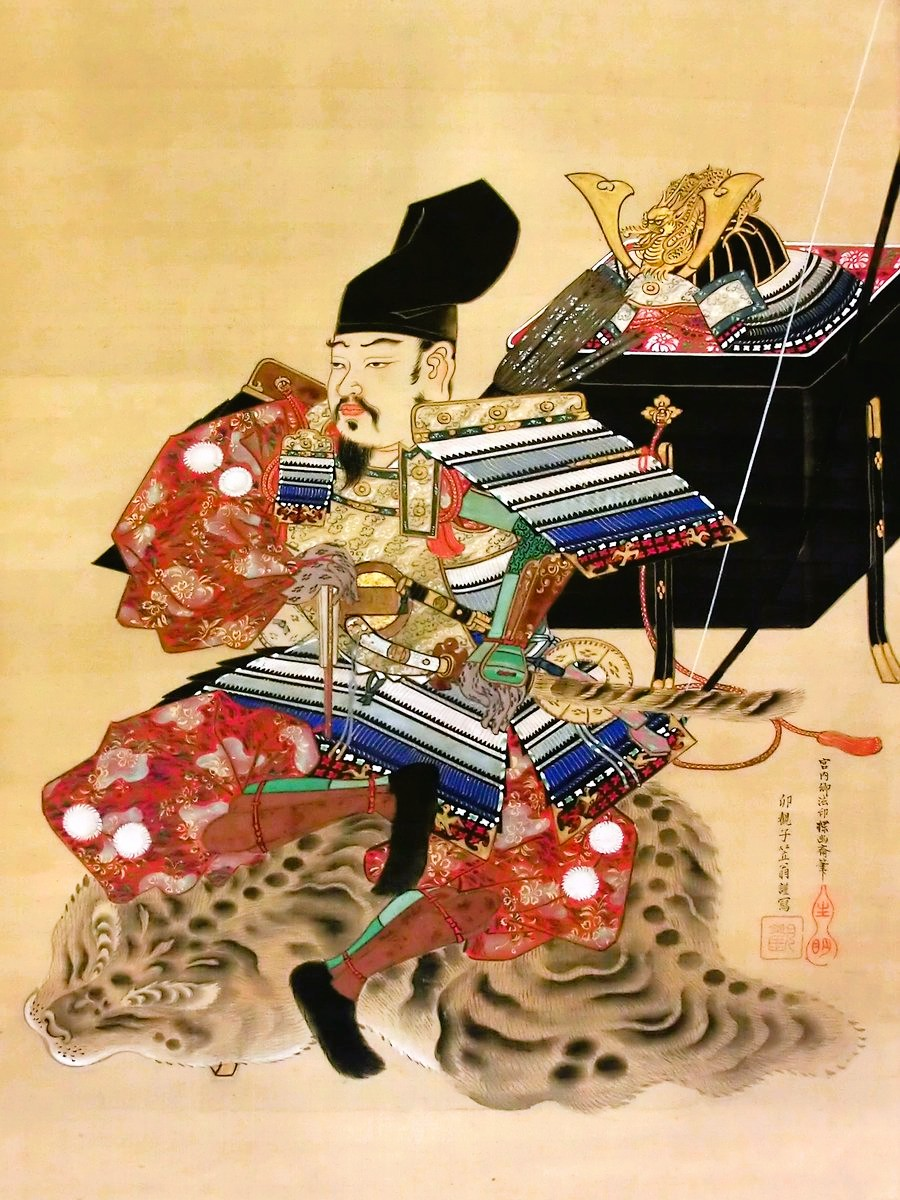
新田義貞（藤島神社蔵）

延元3年/暦応元年（1338年） 1月2日に顕家は鎌倉を出発し、1月12日に遠江国橋本に、1月21日に尾張国に到着し、翌日に黒田宿へと入った。
対する足利方は守護らをかき集めた軍勢を組織し対抗したが、1月28日までに顕家はこれを美濃国青野原の戦い（現、岐阜県大垣市）で徹底的に打ち破る。一時は総大将の土岐頼遠が行方不明になるほどの大損害を敵に与えたが、この戦いによる兵力の減少や疲弊により京攻略を諦め、2月には伊勢に後退した。
『太平記』の物語では、顕家が伊勢ではなく越前に向かい義貞と合流すれば勝機はあった、越前に合流しなかったのは、顕家が義貞に手柄を取られてしまうことを嫌がったからだと描かれている。
佐藤進一は、顕家とその父親房ともに貴族意識が強く、武士に否定的であったため義貞と合流することを嫌ったからだ、としている。また、この時北畠軍の中にいた北条時行にとって義貞は一族の仇であり、彼が合流に強く反対したため合流が果たせなかったと解釈した。
佐藤進一の見解について、奥富敬之は北畠軍には義貞の次男義興もいたことから、北条時行に義貞への敵意、怨嗟はなく、時行が反対したとは考えられないと反論している。また『太平記』の描写については、顕家は義貞に手柄を取られることを嫌がって進軍の段取りを変えるような人物ではなく、さらに顕家は義貞よりも官職が高いことから、手柄を取られるなどとそもそも考えるはずがないとして、明らかに誤りであると指摘している。
義貞と顕家に対立があったかどうかについては、史料からは明確に読み取れない。また、越前へ向かう行程は難路であり、峰岸純夫は、その行程の困難さから越前に向かう選択肢は考えられないと指摘する。奥富は、佐藤和彦の見解を「正鵠にかなり迫っている」と評した上で、顕家は、わざと寄り道をして、足利の注意を引き付けると同時に、義貞が挙兵する時間稼ぎをしたのではないかという見解を示している。
一方、峰岸はむしろ合流を拒んだのは義貞の方で、義貞と北畠親子の間にはやはり何らかの確執があり、両者は不信関係にあったのではないかと推測している。さらには、義貞がいる越前は未だ安定しておらず、義貞は上洛よりも越前の制圧、平定を重視していたとも考えられる。この当時、足利側の攻勢は激しく、連帯感も取れていた。そのため、義貞も顕家も、目の前の敵の相手をするのが精一杯であり、互いに共同戦線を展開できるほどの余裕は残されていなかったとも指摘される。佐藤和彦は、北畠親房は伊勢に勢力を持っており、勝利したとはいえ疲弊していた顕家は伊勢にある北畠氏と関連の深い諸豪族を頼るため伊勢に向かったと推測した。

### 畿内における戦い

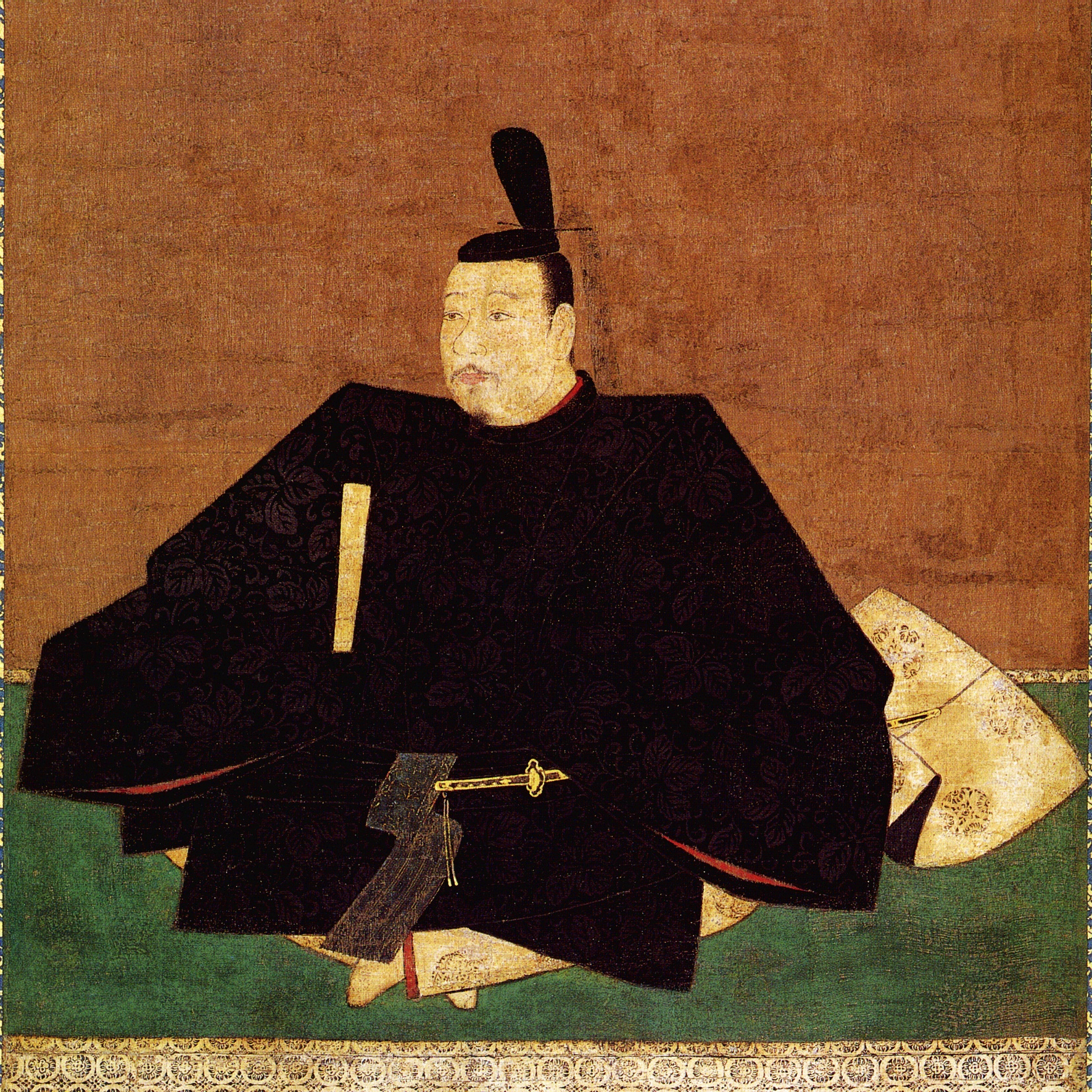
足利尊氏像（ 浄土寺蔵）

2月4日、尊氏の命により、高師泰・師冬・細川頼春・佐々木氏頼・高氏らが顕家軍討伐のため京を進撃した。2月14日および16日、顕家は北朝軍と伊勢国雲出川および櫛田川で戦ったが、決着はつかなかった。
2月21日、顕家は辰市および三条口で戦い大和を占領するが、28日に般若坂の戦いで激戦の末に北朝方の桃井直常に敗れた。そのため、顕家は義良親王を秘かに吉野へ送った。
一方、河内国に退いた顕家は、伊達行朝、田村輝定らとともに戦力再建を図った。顕家は摂津国天王寺に軍を集結、3月8日に天王寺の戦いで勝利した。
だが、3月13日に奥州軍は北朝方と再び天王寺、阿倍野および河内片野（片埜・古名、交野とも）で戦い、翌14日に天王寺で敗れた。3月15日に顕家軍は渡辺の戦いで勝利したものの、翌16日に阿倍野で戦い敗れ、和泉国に転戦した。3月21日、軍を立て直した高師直はこれを追撃し南へと向かった。
3月22日、南朝は九州の阿蘇惟時に出兵を要請し、顕家を救援するように命じている。だが、惟時は出兵せず、4月27日に南朝は惟時に再度出兵を命じている。
5月6日、奥州軍は和泉堺浦の町屋を焼き、5月8日には和泉坂本郷並びに観音寺に城槨を構え、翌9日には奥州軍は熊取、佐野、長滝の各地に進撃し、北朝方の細川顕氏・日根野盛治・田代基綱ら現地の北朝方勢力と交戦を続けた。
この間、5月10日に顕家は東国経営の上奏文を草した。5月15日には再び後醍醐天皇に諫奏文を上奏した（『北畠顕家上奏文』）。

### 最期
顕家軍は和泉で奮戦していたが、これに対して顕家討伐に向かった高師直は、5月16日に天王寺から堺浦に向かって出撃した。
5月22日、堺浦で両軍は激突した（石津の戦い）。顕家軍は善戦したものの連戦の疲労に加えて、北朝方についた瀬戸内海水軍の支援攻撃を受けて苦境に立たされる。そのうえ、予定していた味方の援軍到着遅延も相まって、この戦いでは劣勢に回り全軍は潰走した。
その後、顕家は供廻り等二百騎とともに石津で北朝方に包囲された。残り少ない顕家軍は決死の戦いを挑み尚も奮戦したが、顕家は落馬し、ついに討ち取られた。享年21。顕家の他、彼に随行していた名和義高・南部師行らも戦死した。

## 死後
顕家の死によって南朝は、同年閏7月の義貞の死と相まって大打撃を受けた。その一方で、北朝方の室町幕府は中央のみならず顕家の根拠地であった奥州においても有利な戦いを進めていくことになった。
顕家の死後、6月21日に日野資朝の娘である妻は河内国観心寺で尼となり、その菩提を弔い続けた。閏7月26日に弟の北畠顕信は南朝方によって鎮守府将軍に任命され、9月に伊勢国司の北畠顕能を残し、義良親王を奉じて親房らとともに陸奥へ向かった。だが、船団はその途中に暴風雨に巻き込まれ、顕信は義良親王とともに伊勢へ戻ったが、親房は常陸にたどり着き、北朝方と戦った（常陸合戦）。しかし、興国4年/康永2年（1343年）11月、親房は常陸を捨て吉野へと向かった。
一方、伊勢に戻った顕信は翌年に再び陸奥へと向かい、顕家が拠点としていた霊山城を中心に活動した。だが、正平2年/貞和3年（1347年）霊山城が落城するなど、南朝勢力は次第に逼迫していく。観応の擾乱によって起こった北朝側奥州管領の対立に乗じて多賀国府を一時占拠するものの翌年には奪い返され、南朝勢力の回復には至らなかった。
嫡男である顕成は、顕家の子ということもあって南朝からは相当厚遇されたとされるが、出家して『太平記』の一部を執筆・校閲をしたとも、奥州にとどまり浪岡北畠氏の祖となったとも、九州に下向して懐良親王に従軍したともされ、事跡が明確でない。一方、次男である師顕の系統は時岡氏となったという。
文化14年（1817年）、松平定信が顕家を慰霊するために霊山に霊山碑を建てた。

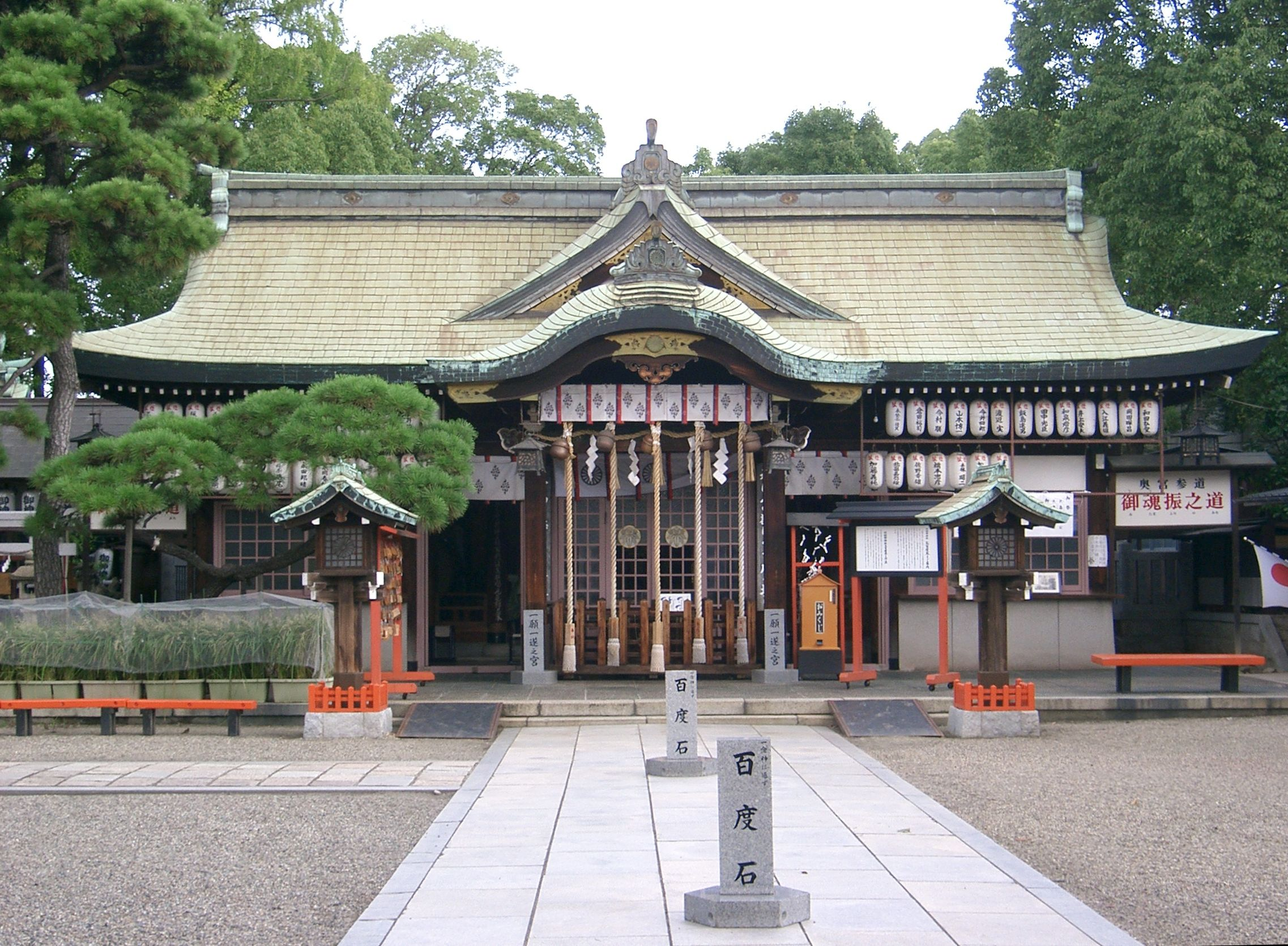
顕家が祀られている阿部野神社

明治維新後、顕家の父親房が著した『神皇正統記』を先駆とする皇国史観が「正統な歴史観」として政府によって確立されていくと、南朝に忠誠を尽くしてきた顕家、新田義貞、楠木正成らが再評価されるようになる。1868年（明治元年）、米沢藩の儒者・中山雪堂と医師・西尾元詢が顕家らの英霊を祀る神社の創立の運動を起こし、1876年（明治9年）の明治天皇の東北巡幸を機会として、陸奥国府があったことにより建武の新政にゆかりのある霊山が選定、1880年（明治13年）6月に霊山の西方山麓に霊山神社が造営された。1885年（明治18年）にこれは別格官幣社に列せられ、建武中興十五社の一つとなった。
また、明治8年（1875年）に阿倍野に顕家を祀る祠が地元の人々によって建てられた。これは明治14年（1881年）11月16日に顕家と親房の二人を祭神とする別格官幣社となり、建武中興十五社の一つ阿部野神社となった。
これとは別に、江戸時代に北畠の末裔なる鈴木家次なる人物が、顕家、親房、顕信をともに伊勢多気の祠に祭り、これはのちに北畠八幡宮となった。明治14年に北畠八幡宮は村社北畠神社となり、昭和3年11月10日に別格官幣社に昇格した。こちらは顕信を主祭神とし、顕家は配祀となっている。

## 人物・逸話

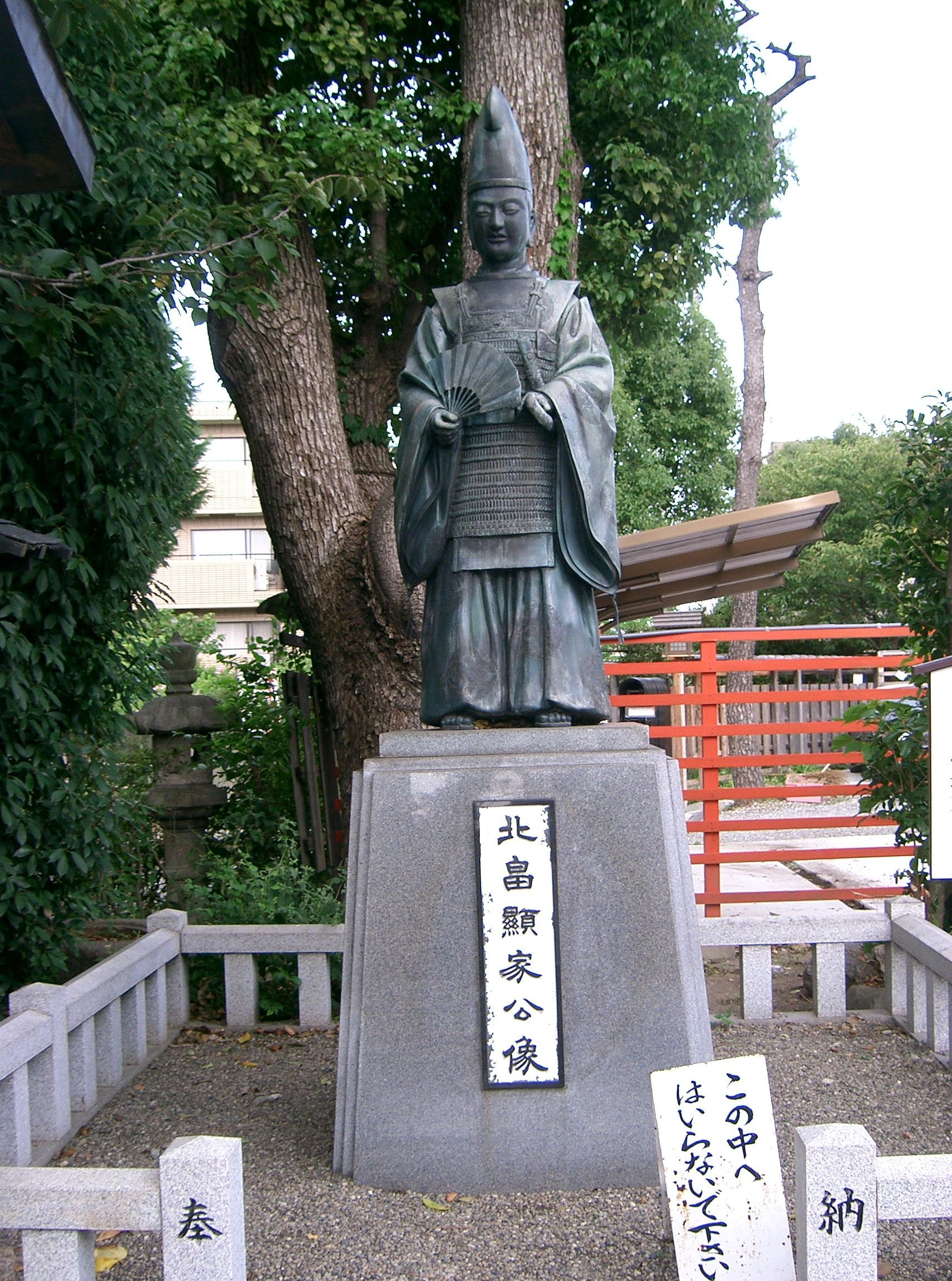
北畠顕家像（阿部野神社境内）

文武両道ともに優れた人物で、公家でありながらも武将として、足利尊氏といった当時の武家らと互角に渡り合えるほどの卓越した手腕と戦略眼を持ち合わせていた。また、若年ながらも奥州の結城・伊達といった諸勢力を従わせるほどの政治手腕も持ち合わせた。南朝軍総大将の新田義貞と同様、後醍醐天皇から期待された存在であった。また、戦国時代の大名武田信玄よりも先に「風林火山」の旗印を用いたとされる。
容姿については凛々しい美青年であったと後世に伝わるが、これは脚色された部分が強いとされる。
顕家の容姿に関する当時の記録では、『舞御覧記』の元弘元年に顕家が後醍醐帝の北山第行幸に供して陵王を舞った際の記録がある。これには顕家の容姿に関して、「形もいたいけして、けなりげに見え給いに（幼くてかわいらしく、態度は堂々としている）」とある。

## 評価
海上知明（NPO法人孫子経営塾理事）は北畠顕家を遠征と進軍の速度という観点から偉大な名将と絶賛している。有史以来、遠征は補給を無視できず長くは続かなかった。しかし顕家は補給を遠征地で現地調達しながら進軍するという方法をとったため足利残党に背後を襲われても瓦解しなかった。さらに進軍スピードは豊臣秀吉の中国大返しより速い1日50km、しかも中国大返しと違って敵地を進軍しながらの速度であった。

## 北畠顕家上奏文

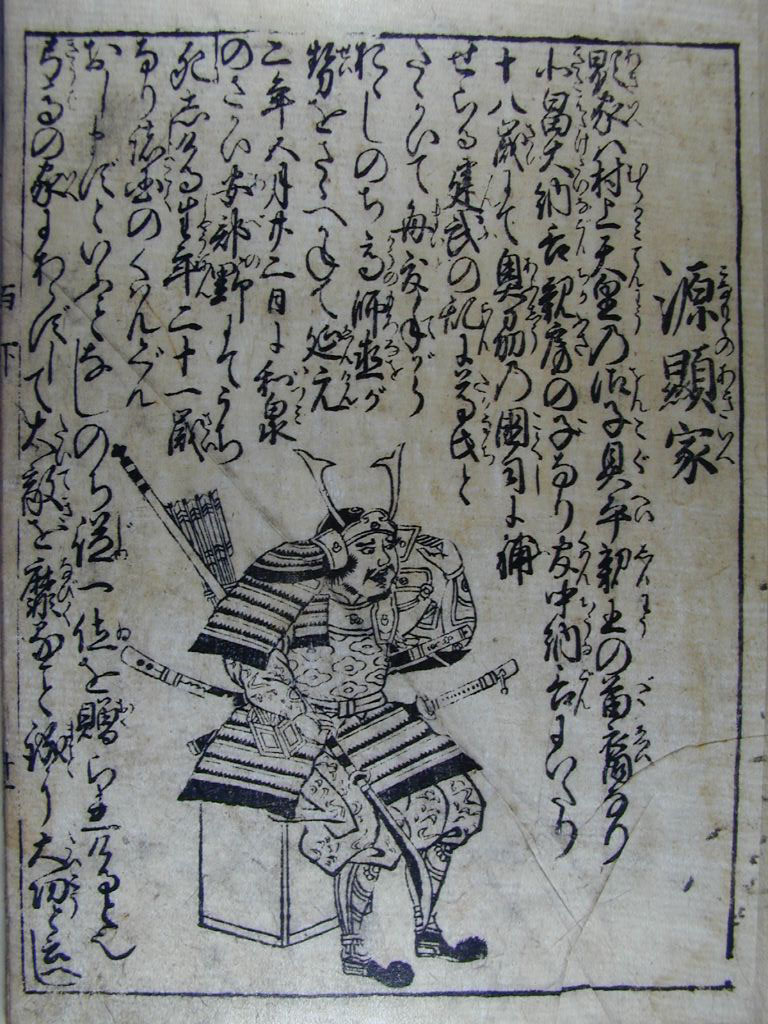
本朝百将伝

顕家は戦死する7日前という直前の5月15日、後醍醐天皇に対して新政の失敗点を諌める全7条の奏上文『北畠顕家上奏文』を遺した。跋文での名乗りは「権中納言兼陸奥大介鎮守府大将軍源顕家」である。この奏上文は「北畠顕家奏状」、『顕家諫奏』、「北畠顕家諫奏文」とも呼ばれる。醍醐寺三宝院には「醍醐寺文書」と呼ばれる文書が伝わるが、顕家の直筆ではなく写しと見られている。醍醐寺文書は第1条の最初の部分が欠けており、各条に第何条との記載がないため、全7条であったか否か明確でない。
現存箇所では、「地方分権制推進」「租税を下げ贅沢を止めること」「恩賞として官位を与える新政策の停止」「公卿・殿上人・仏僧への恩恵は天皇個人への忠誠心ではなく職務への忠誠心によって公平に配分すること」「たとえ京都を奪還できたとしても行幸・酒宴は控えること」「法令改革の頻度を下げること」「佞臣の排除」といった7つの批判を行う。そして、「もしこの意見を聞き届けていただけないなら、自分は天皇のもとを辞して山中にこもる」と激越な文章で結ばれている。諫奏文を送る上での覚悟が窺える内容となっている。
その美文と史料としての価値の高さから、20世紀前半の日本史研究者の黒板勝美は、この上奏文を醍醐寺の国宝『過去現在因果経』よりも価値のあるものと高く評価している。ただし、内容の妥当性そのものは、物語的な悲劇性とは冷静に分けて考える必要がある。たとえば、21世紀前半の研究者亀田俊和は、顕家の後醍醐への法令改革・人事批判については、これはあくまで公家層としての偏見がかかっていることを念頭に置く必要があり、また、法令改革の効果が直ちに眼に見えない同時代人の視点である、という点に注意する必要があると指摘している。曰く、後世から客観的にみれば、後醍醐の法令改革はその場で取れる最善手の一つではあったし、また歴史的意義としては後進の室町幕府に繋がるものとして高く評価できる、という。

## 墓所・神社・銅像

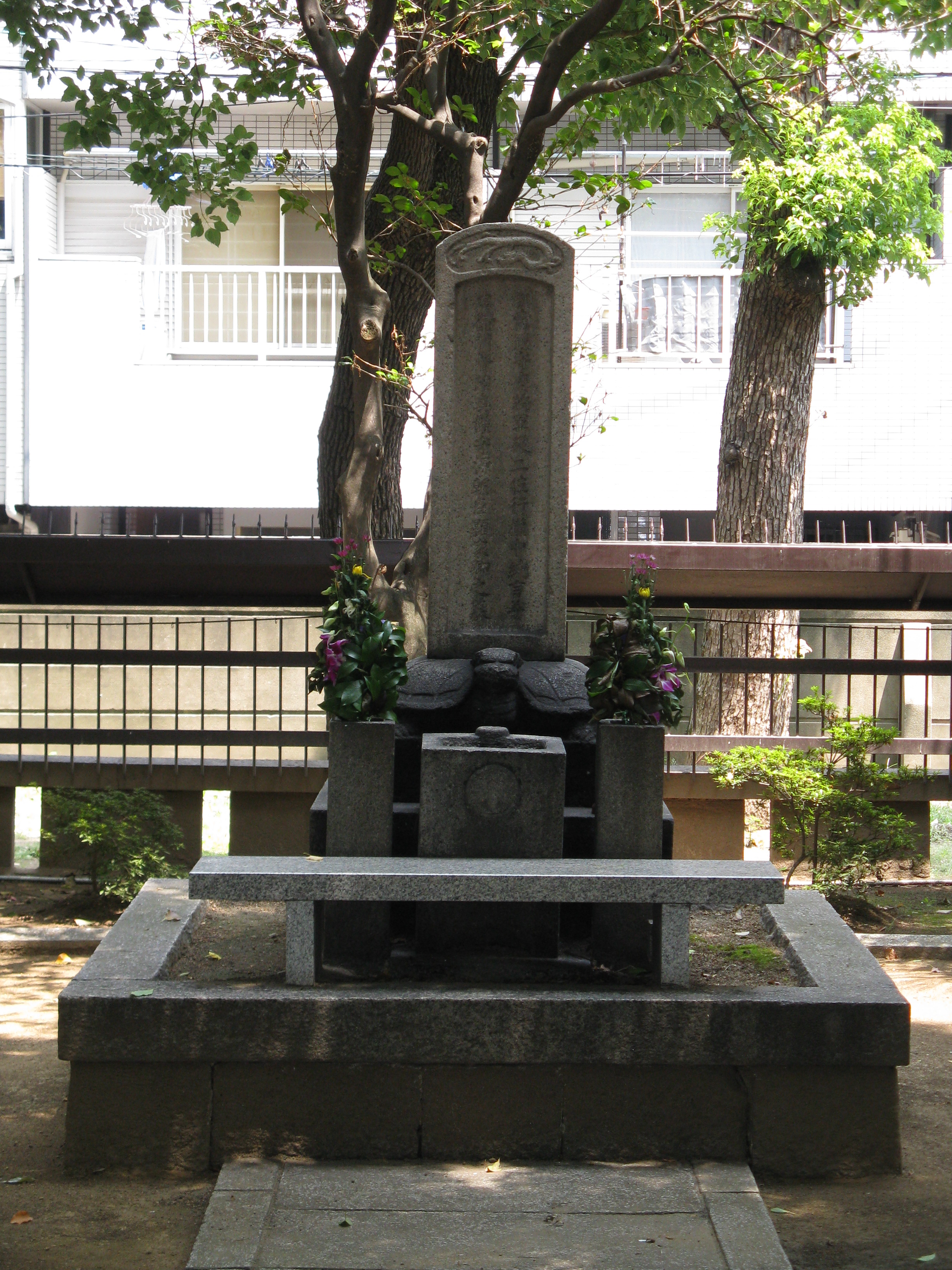
伝 北畠顕家 墓

- 堺市西区の紀州街道と石津川の交差する場所に架かる太陽橋の南詰めには、顕家が戦死したとされる場所と伝えられており、現在は南部師行と共に供養塔が建てられている[45]。
- 大阪市阿倍野区の北畠公園内に顕家のものと伝えられる墓がある。ただし、『太平記』などの伝承に基づき、死後およそ400年後の享保年間に並川誠所の提唱によって立てられたものである[46]。
- 阿倍野区にある阿部野神社は顕家を祀っている。ここには顕家の銅像がある。この銅像はNHK大河ドラマ「太平記」が放映されたことを記念して1991年に建立されたもので、除幕式には親房・顕家親子を演じた近藤正臣・後藤久美子も列席した。
- 顕家が陸奥国府を築いた霊山には霊山神社が建てられ、顕家親子らを祀っている。ここにも顕家の銅像がある。

## 官歴
※日付＝旧暦
| 和暦             | 西暦       | 月日       | 事柄                                                                                     |
| ---------------- | ---------- | ---------- | ---------------------------------------------------------------------------------------- |
| 元応3年          | 1321年     | 1月5日     | 従五位下に叙位（『公卿補任』）。                                                         |
| 元亨2年          | 1322年     | 1月5日     | 従五位上に昇叙（『公卿補任』）。                                                         |
| 元亨4年          | 1324年     | 4月9日     | 正五位下に昇叙（『公卿補任』）。                                                         |
| 正中2年          | 1325年     | 12月30日   | 侍従に任官（『公卿補任』）。                                                             |
| 正中3年          | 1326年     | 1月5日     | 従四位下に昇叙し（『公卿補任』）、侍従如元。                                             |
| 正中3年          | 1326年     | 2月19日    | 右近衛少将に転任（『公卿補任』）。                                                       |
| 嘉暦2年          | 1327年     | 3月24日    | 従四位上に昇叙し、武蔵介を兼任（『公卿補任』）。右近衛少将如元。                         |
| 嘉暦3年          | 1328年     | 1月5日     | 正四位下に昇叙し（『公卿補任』）、右近衛少将・武蔵介如元。                               |
| 嘉暦3年          | 1328年     | 3月16日    | 少納言に転任（『公卿補任』）。                                                           |
| 嘉暦3年          | 1328年     | 4月19日    | 左近衛少将に遷任（『公卿補任』）。少納言・武蔵介如元。                                   |
| 嘉暦3年          | 1328年     | 11月9日    | 中宮権亮を兼任、少納言を去る（『公卿補任』）。                                           |
| 元徳2年          | 1330年     | 4月6日     | 権左中弁に遷任（『公卿補任』）。中宮権亮如元。                                           |
| 元徳2年          | 1330年     | 10月5日    | 左中弁に遷任（『公卿補任』）。中宮権亮如元。                                             |
| 元徳3年          | 1331年     | 1月5日     | 正四位上に昇叙（『公卿補任』）。                                                         |
| 元徳3年          | 1331年     | 1月13日    | 参議に転任（『公卿補任』）。                                                             |
| 元徳3年          | 1331年     | 1月16日    | 蔵人頭を経ずして左近衛中将を兼任（『公卿補任』）。                                       |
| 元徳3年          | 1331年     | 11月5日    | 参議・左近衛中将を辞し、従三位に昇叙（『公卿補任』）。                                   |
| 元弘2年/正慶元年 | 1332年     | 12月26日   | 参議に還任、左近衛中将を兼任（『公卿補任』）。                                           |
| 元弘3年/正慶2年  | 1333年     | 6月12日    | 弾正大弼を兼任（『公卿補任』）。                                                         |
| 元弘3年/正慶2年  | 1333年     | 8月5日     | 陸奥守を兼任（『公卿補任』）。                                                           |
| 元弘3年/正慶2年  | 1333年     | 9月10日    | 弾正大弼を止む（『公卿補任』）。                                                         |
| 元弘3年/正慶2年  | 1333年     | 10月10日   | 正三位に昇叙し（『公卿補任』）、参議・陸奥守如元。                                       |
| 元弘3年/正慶2年  | 1333年     | 月日不詳   | 右近衛中将を兼任。                                                                       |
| 建武元年         | 1334年     | 12月17日   | 従二位に昇叙（勲功賞）、その身任国に在り（『公卿補任』）、参議・右近衛中将・陸奥守如元。 |
| 建武2年          | 1335年     | 月日不詳   | 陸奥権守に遷任、陸奥守を去る。                                                           |
| 建武2年          | 1335年     | 11月12日   | 鎮守府将軍を兼任（『公卿補任』）。                                                       |
| 延元元年/建武3年 | 1336年     | 2月4日     | 検非違使別当に補任し、右衛門督を兼任（『公卿補任』）。ついで翌5日に大将軍の号を賜わる。  |
| 延元元年/建武3年 | 1336年     | 2月26日    | 陸奥権守を去るか?（義良親王の三品陸奥太守叙任により）                                    |
| 延元元年/建武3年 | 1336年     | 3月2日     | 権中納言に転任、検非違使別当・右衛門督如元（『公卿補任』）。                             |
| 延元元年/建武3年 | 1336年     | 3月10日    | 陸奥大介に任ぜられる。                                                                   |
| 延元元年/建武3年 | 1336年     | 月日不詳   | 検非違使別当・右衛門督を辞す（『公卿補任』）。                                           |
| 延元元年/建武3年 | 1336年     | 12月       | 北朝から解官（『公卿補任』）。                                                           |
| 延元3年/暦応元年 | 1338年     | 5月22日    | （石津の戦いで戦死。享年21。法名は長興寺道音）                                           |
| 年月日不詳       | 年月日不詳 | 年月日不詳 | 南朝にて従一位右大臣を追贈される。                                                       |

## 系譜
- 父：北畠親房（1293 - 1354）
- 母：不詳[注釈 1]

- 妻：日野資朝女[注釈 2]（? - 1341?）
  - 男子：北畠顕成（1335 - 1386/1402） - 子孫は浪岡氏
  - 女子：安東貞季妻[48] - 暦応元年（1338年）より結城親朝に養育される。暦応3年（1340年）北畠親房は顕信に預けるため護送の方法を結城親朝と協議したという[49]。以降不明。
  - 男子？：北畠師顕[48] - 子孫は時岡氏

## 関連作品
小説
- 北方謙三 『破軍の星』（集英社、単行本: 1990年、ISBN 9784087727654、文庫版: 1993年、ISBN 978-4087480948）
- 桑原敏真 『北畠顕家―足利尊氏が最も恐れた人物』（文芸社、単行本: 2003年、ISBN 978-4835546629）

テレビドラマ
- 『太平記』（1991年 NHK大河ドラマ）演：後藤久美子

舞台
- 桜嵐記（宝塚歌劇）　（2021年、演：夢奈瑠音）